# Haus Vorst
Haus Vorst ist eine gut erhaltene Höhenburg im westlichen Bergischen Land am Übergang zur Rheinebene.

## Lage
Die Burg liegt im Süden der Stadt Leichlingen (Rheinland) an der Grenze zum Leverkusener Ortsteil Bergisch Neukirchen. Sie erhebt sich auf einer bewaldeten Anhöhe, dem Vorster Busch, über einer Schleife der Wupper auf der rechten Seite des Flusses. Haus Vorst ist vom Zentrum Leichlingens aus über den Haus-Vorster-Weg zu erreichen.

## Geschichte
Die Geschichte des Hauses Vorst beginnt mutmaßlich im 11. Jahrhundert. Urkundlich erwähnt wurde die spätere Burg allerdings erst 1297 als Hof eines Hermanus de Foresto aus dem Adelsgeschlecht der von der Vaerst. In den darauffolgenden Jahrhunderten diente sie als Rittersitz, bis sie durch französische Truppen etwa 1795 niedergebrannt wurde. Danach wurde die Anlage als Jagdschloss genutzt.

## Gegenwart
Die Burg wird über den Halsgraben durch das im Westen stehende Burgtor mit angebautem Torwärterhaus betreten. Der runde Bergfried befindet sich im südlichen Burghof, während das in den Jahren 1832–1834 im neugotischen Stil auf den Fundamenten des alten Palas erbaute „Herrenhaus“ nördlich des Burghofes liegt.
Im Jahre 1948 erwarb der aufgrund seiner NS-Vergangenheit umstrittene Maler Werner Peiner die Burg und restaurierte sie. Bis zu seinem Tod 1984 nutzte er die Räume als Wohnsitz und Atelier. Bis Ende 2014 war die Burganlage, die 1984 in die Denkmalliste der Stadt Leichlingen eingetragen wurde, im Eigentum der Familie Albanus. Der Förderverein Kunst und Kultur auf Haus Vorst e. V. veranstaltete Ausstellungen und Konzerte auf dem Burggelände. 2015 erfolgte der Verkauf der Burg an eine Privatperson, einen Düsseldorfer Unternehmer aus der IT-Branche, der die Burg luxuriös sanieren ließ. Die Burg wird seitdem als privater Wohnsitz genutzt. Der Eigentümer gestattet den Zutritt zur Anlage für die Öffentlichkeit nicht mehr, diese diente jedoch als Drehort für die TV-Produktionen Mord mit Aussicht und den Tatort Köln.